# Z-Ro vs. the World
Z-Ro vs. the World — другий студійний альбом американського репера Z-Ro, виданий лейблом Straight Profit Records 13 червня 2000 р. Виконавчі продюсери: Den-Den, Джордан Вільямс. Звукорежисери: Dirty, Ерік «E-Man» Голліс, Шон Гендерсон. Мастеринг: Семмі Г'юн на Global Sound Masters. Зведення: Dirty, Шон Гендерсон. Дизайн, оформлення: Pen & Pixel Graphics, Inc.

## Список пісень
1. «Nigga from the Hood» (з участю Big Moe) — 4:16
2. «World Wide» — 3:43
3. «Dirty 3rd» (з участю Wood та Enjoli) — 3:42
4. «Hustlin' All I Can Do» (з участю Mr. 3-2 та Point Blank) — 4:15
5. «Swang on 4's» (з участю Big Moe та Cl'Che) — 4:28
6. «Looking Good» (з участю Papa Reu) — 3:47
7. «3rd Coast» (з участю Den Den та Dat Boy Grace) — 3:35
8. «One Thug» — 4:37
9. «Gonna Get Easier» — 4:19
10. «Screwed Up» (з участю Dat Boy Grace) — 4:01
11. «Still My Life» — 4:13
12. «Let's Chill» (з участю Cl'Che) — 4:07
13. «Why» — 4:05
14. «To Love a Thug» — 3:49
15. «Steady Ballin'» (з участю Big Hawk та D.E.A.) — 4:07
16. «Smokers Anthem» — 3:51

## Чартові позиції
| Чарт (2000)                         | Найвища позиція |
| ----------------------------------- | --------------- |
| US Billboard Top R&B/Hip-Hop Albums | 90              |